# Phumosia matilei
Phumosia matilei är en tvåvingeart som beskrevs av Zumpt och Argo 1978. Phumosia matilei ingår i släktet Phumosia och familjen spyflugor. Inga underarter finns listade i Catalogue of Life.